# Société de l'Histoire de l'Ile Maurice
La Société d'Histoire de l'île Maurice (SHIM) est une société fondée en 1938 par Auguste Toussaint  alors Conservateur en chef des Archives de l'Ile Maurice. Le 10 février, il réunissait quelques personnes dans le but de créer une société qui s'occuperait de l'histoire de Maurice pour sauver son histoire et la rendre vivante. Le siège est à Curepipe, Ile Maurice. Le président en 2022 est Yann von Arnim.
La devise "Retinens vestigia famae" (Garder une trace de la renommée ou Retracer les traces de la gloire), a été choisie pour figurer sur le sceau de la Société.

## Histoire

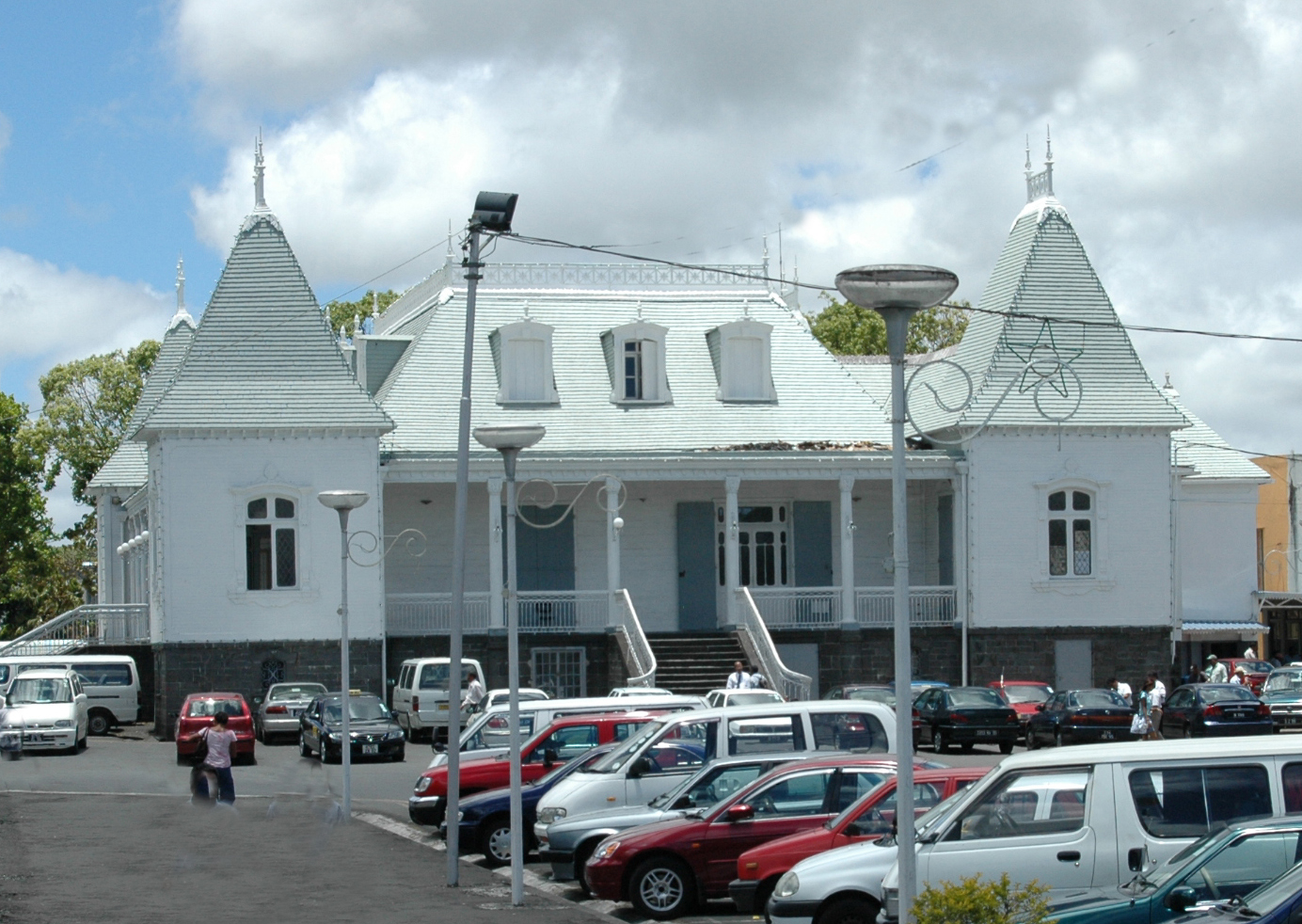
Hôtel de ville de Curepipe

Sous l'impulsion d'Auguste Toussaint, les réunions des fondateurs se sont succédé. Un manifeste a été adressé aux journaux qui l'ont publié le 5 avril 1938. Les statuts ont été rédigés et déposés, le 7 juin 1939 par 13 personnes devant Me Maigrot, notaire au Port-Louis. La première assemblée générale s'était déjà tenue à l'Hôtel de Ville de Curepipe le 30 octobre 1938. Quatorze membres étaient réunis ce jour-là, ils étaient 100 en 1958, 1 100 en 2012.

## Activités de la Société
La Société de l'Histoire de l'île Maurice a créée en 1958 des Promenades-Causeries qui ont permis de réunir les membres pour les Assemblées générales et de leur faire découvrir des lieux concernés par l'histoire ou à la mémoire de personnalités. Plus de cent promenades ont été réalisées au cours desquelles 160 causeries ont eu lieu.
En novembre 2011, la Société de l'Histoire de l'Ile Maurice décide de créer un site Internet. Création réalisée par Tugdual de Langlais et présentée aux membres de l'Association lors de la réunion du 75ème anniversaire de la Société le 16 novembre 2013 à l'Hôtel de ville de Curepipe.

## Publications

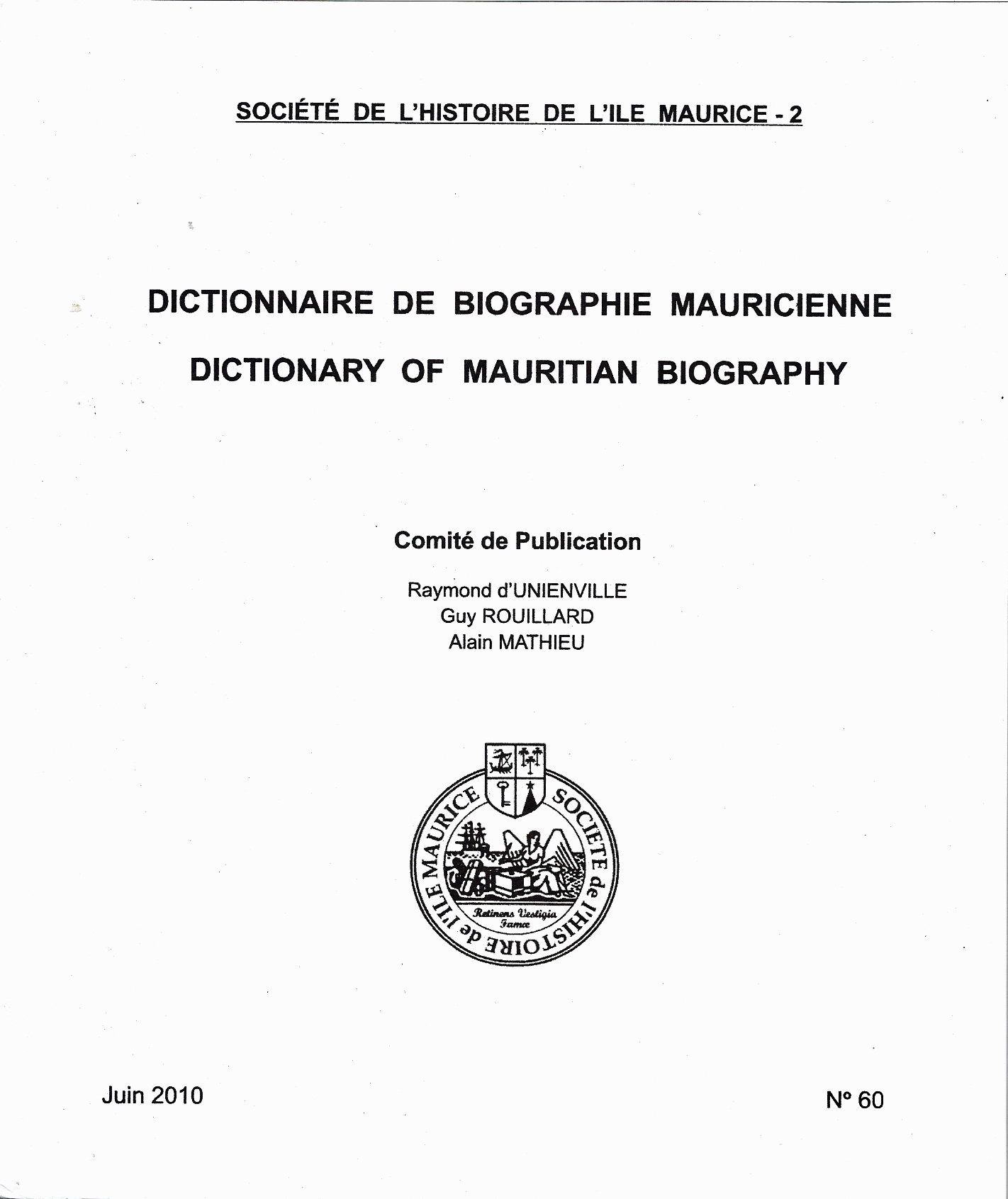
Couverture du DBM.

- Le Dictionnaire de Biographie Mauricienne (DBM), dont le premier numéro est paru en 1941 sous la direction d'Auguste Toussaint[3], avec une préface en français et en anglais d'Alfred de Simard de Pitray, président de la SHIM. Les biographies de 42 personnes y étaient évoquées. Par la suite les publications se succèderont régulièrement sous la direction du chercheur-archiviste Noël Regnard de 1952 à 1972 et de Raymond d’Unienville[n 2] depuis 1973. Un comité de rédaction participe aux éditions dont : Louis Hallais, Guy Rouillard[n 3], P.J. Barnwell[n 4], Alain Mathieu[n 5], Philippe La Hausse de La Louvière[n 6], et plus récemment Anne Goupille. Ainsi 65 publications ont été réalisées et plus de 2 400 vies de personnes liées à l'Ile Maurice ont pu être diffusées en français, mais aussi en anglais.

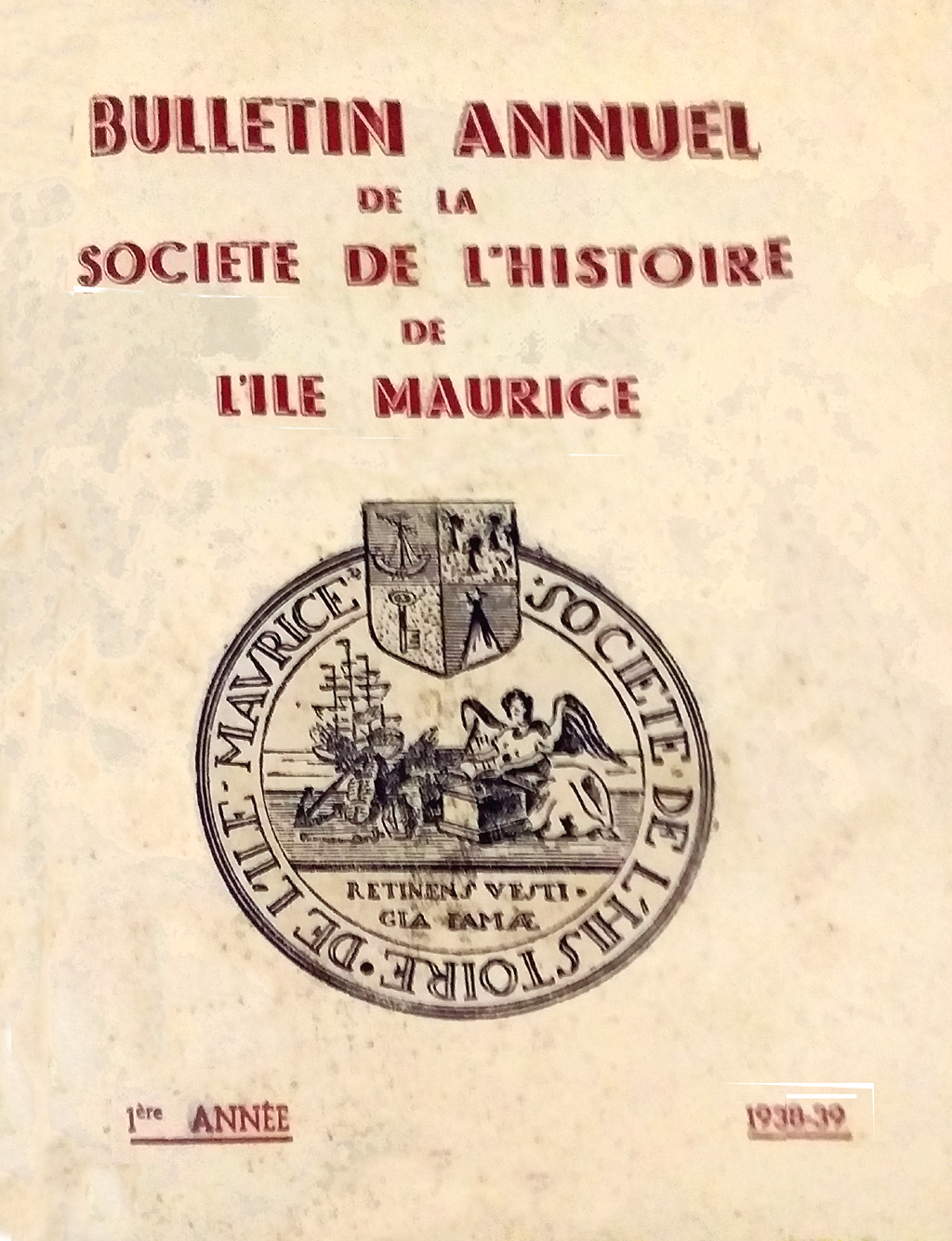
Premier bulletin de la SHIM

Des bulletins ont également été édités. Le premier en 1938-399 comporte les statuts de la Société, des mémoires et études, des documents et les procès-verbaux des deux premières Assemblées-Générales. D'autres bulletins suivront, dont en 1946 "Les missions d'Adrien Épinay".
Et des livres de :
- Jean Ducasse - Journal historique de Georges Dandin (1777-1812).
- Auguste Toussaint (1946) - Les Missions d’Épinay.
- Auguste Toussaint (1951) - Select bibliography of Mauritius.
- Antoine Chelin[n 8] - Le Théâtre à l’Ile Maurice.
- Albert Pitot (1962) - Ile Maurice. Esquisses historiques (1835-40).
- Raymond d’Unienville (1969) - Letters of Sir John Abercomby.
- Guy Rouillard (1992) - Histoire de Curepipe des origins à nos jours.
- Octave Béchet (1987) - Les Défricheurs de l’Ile de France (1722-1767).
- Dictionnaire toponymique de l’Ile Maurice (1997-2007), comprenant 595 noms de lieux.
- Raymond d’Unienville (1998) - Tentative Socialiste à Maurice, 1846-1851.

## Monuments érigés
- Le 9 décembre 1942, un monument fut construit à la Marie à la mémoire de Matthew Flinders  qui fut gardé sous surveillance à cet endroit du 19 août 1805 au 13 juin 1810 où il fut hébergé par la famille d’Arifat. (Ref  Bulletins 1939-44, p. 58).

- Le 20 août 1944, un monument fut dévoilé pour commémorer le naufrage du Saint-Géran  dans la passe des Citronniers[4], près de l’Île d'Ambre dans la nuit du 17 au 18 août 1744. (Ref Bulletins 1939/44, p. 64). La cloche du Saint-Géran fut sauvée de la destruction grâce à l’intervention de Paul Daniel avec l’aide de la Société.

- Les Hollandais débarquèrent dans la baie de Mahebourg  le 20 septembre 1598 et nommèrent l’île "Mauritius". L’événement fut commémoré le 20 septembre 1948 et le monument dévoilé par S.E Sir Donald Mackenzie Kennedy, gouverneur. (Ref 1948/53, p. 20). Le 20 septembre 1998 le Prince Mauritz Van Orange-Nassau dévoila une plaque sur le monument pour marquer le 400e anniversaire de l’arrivée des Hollandais (Ref Bulletins 1982/98, p. 13).

- Le 18 avril 1953 (Ref Bulletins 1948/ 63, p. 56), une plaque avec l'effigie de l’abbé de la Caille  fut apposée dans les jardins de l’Hôtel de Ville de Curepipe. Son journal révélait qu’il avait entrepris le relevé géodésique de l’île du 18 avril au 28 septembre 1753.

- Le 14 octobre 1965, l'Association commémorait le 250e anniversaire de l’arrivée de Guillaume Dufresne d'Arsel au Port Nord Ouest à bord du Chasseur le 20 septembre 1715 par le dévoilement d’un monument au jardin Robert Edward Hart, à Port Louis, marquant la prise de possession par la France.

- Le 13 octobre 2001, un monument dédié à Charles Baudelaire fut dévoilé à Cressonville à l’endroit où il a séjourné chez la famille Autard de Bragard en 1841.

- Le 19 octobre 2002, une plaque commémorative fut apposée sur un colophane (Canarium paniculatum) multicentenaire qui existait probablement lorsque les premiers habitants mirent les pieds sur l’île.

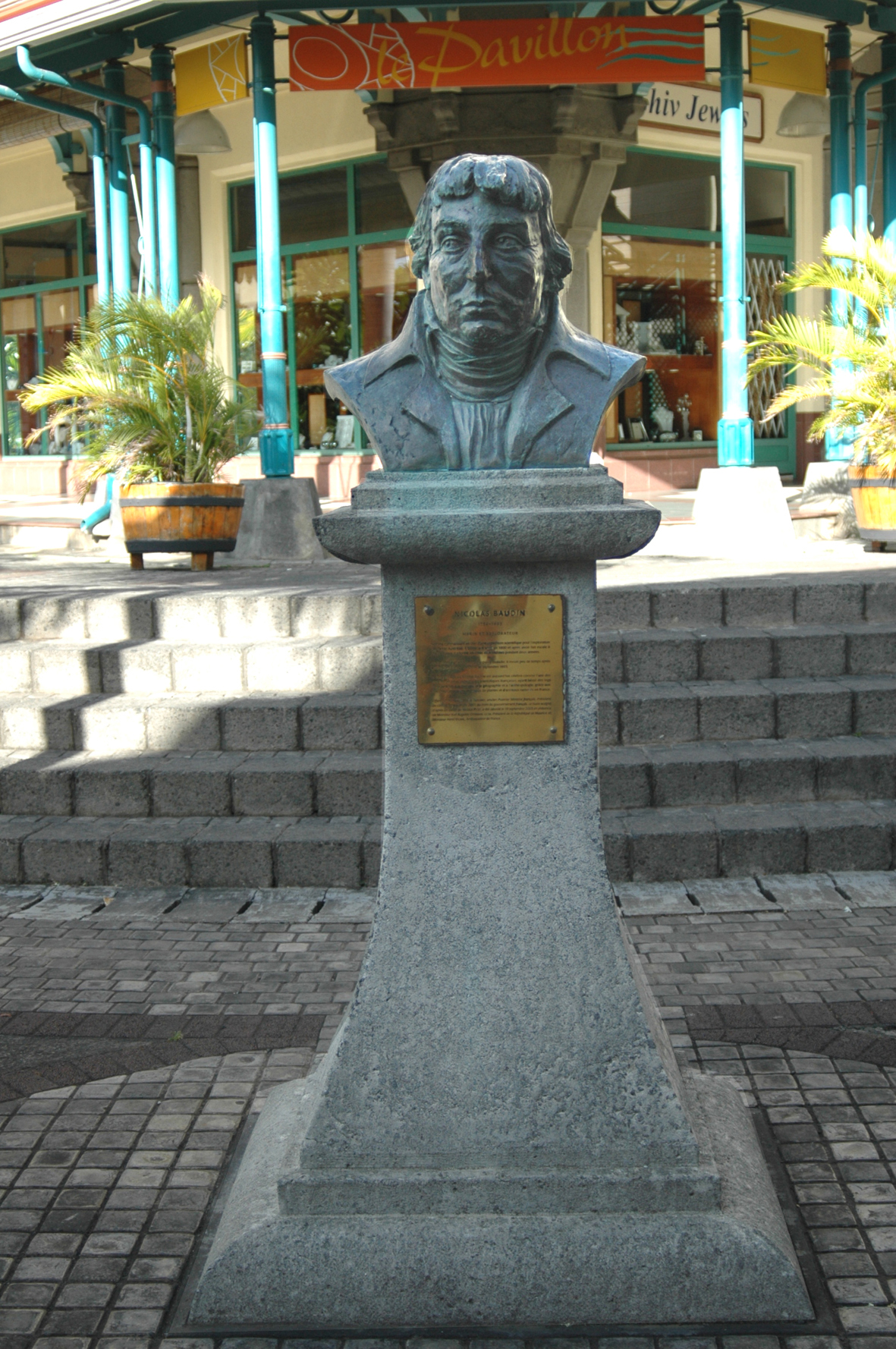
Buste de Nicolas Baudin sur le Caudan Waterfront de Port-Louis.

- Le 16 septembre 2003, une stèle, au Caudan, fut dévoilée à la mémoire du navigateur Nicolas Baudin, inhumé dans le cimetière de l’Ouest en décembre 1803.

- Le 6 novembre 2003 fut érigé un monument à la mémoire de Matthew Flinders  à l'endroit où il débarqua le 15 décembre 1803 à Baie du Cap.

- Le 2 décembre 2010, dévoilement par la Princesse Anne d'une plaque commémorant le 200e anniversaire du débarquement des Anglais à Cap Malheureux le 29 novembre 1810.